# 프리츠 론돈
프리츠 볼프강 런던(독일어: Fritz Wolfgang London, 영어: Fritz Wolfgang London 프리츠 울프갱 런던[*], 1900–1954)은 독일의 물리학자이다. 런던 분산력(모든 분자에게 존재하는 상호작용)을 제안하였고, 동생 하인츠 런던과 함께 초전도체를 묘사하는 런던 방정식을 제안하였다.

## 생애
1900년 독일 제국 (오늘날 폴란드) 브로츠와프에서 유대인 가정에 태어났다. 아버지는 프란츠 런던(독일어: Franz London, 1863–1917)였다. 뮌헨 대학교에서 1921년 박사 학위를 수여받았다.
베를린 훔볼트 대학교의 교수로 있었으나, 1933년 나치 당이 집권하면서 반유대주의 정책으로 인해 강제로 해고되었다. 이후 해외로 망명하여, 영국 옥스퍼드 대학교와 프랑스의 콜레주 드 프랑스에 있다가 1939년 미국으로 이민하였다. 1945년에 미국 시민권을 획득하였다. 이후 듀크 대학교 교수로 있었다.
1953년 로런츠 메달을 수여받았다. 1954년 노스캐롤라이나주 더럼에서 사망하였다.

## 참고 문헌
- Gavroğlu, Kostas (1995). 《Fritz London: A Scientific Biography》 (영어). Cambridge University Press. ISBN 0-521-43273-1.